# Mercado de pescado de Sídney
El Mercado de pescado de Sídney (en inglés: Sydney Fish Market) es una empresa comercial en Sídney, Nueva Gales del Sur, Australia. El Mercado de pescado de Sídney se encuentra en la bahía de Blackwattle, en el suburbio de Inner West de Pyrmont. Se encuentra a 2 kilómetros al oeste del distrito central de negocios de Sídney, en el área del gobierno local de la ciudad de Sídney. El Mercado de pescado de Sídney fue fundado en 1945 por el gobierno del estado y fue privatizado en 1994. Es el tercer mercado de pescado más grande del mundo. 
El mercado de pescado de Sídney incorpora un puerto de trabajo pesquero, mercado de pescados y mariscos frescos al por menor, una charcutería, un bar de sushi, una panadería, una tienda de regalos, un mercado de frutas y verduras, una floristería, una tienda de bebidas, una escuela de cocina de mariscos, asientos y un paseo al aire libre para los visitantes.